# Londonski sporazum (1915)
Lóndonski spórazum (italijansko Patto di Londra) je bil tajni sporazum med Italijo na eni strani in silami antante na drugi strani, ki so ga 26. aprila 1915 v Londonu podpisali predstavniki Italije, Združenega kraljestva, Francije in Rusije.
S sporazumom se je Italija zavezala napovedati vojno centralnim silam (kar je storila manj kot mesec zatem, 23. maja istega leta), v zameno pa bi Italija v primeru zmage pridobila naslednja ozemlja:
1. Trst,
2. Trento,
3. Gorica,
4. Istra,
5. protektorat nad Albanijo,
6. pristanišče Vlorë v Albaniji,
7. Dodekaneški otoki,
8. Zadar,
9. dele Dalmacije,
10. dolino Soče in
11. del nemškega azijskega in afriškega kolonialnega imperija.

Sporazum je ostal tajen le do padca carske Rusije, ko je Vladimir Iljič Lenin, ostri nasprotnik vojne in tajne diplomacije, leta 1917 ukazal, da ga nova sovjetska država ne priznava več in da se ga objavi v časopisu Izvestja.
Pakt je bil razveljavljen z Versajskim sporazumom, saj je predsednik ZDA Woodrow Wilson podprl južnoslovanske interese in zavrnil italijanske ozemeljske zahteve po ozemlju Dalmacije, vendar soglašal, da slovensko Primorje in večji del Istre vključno s Puljem pripada Italiji. Z Rapalsko pogodbo leta 1920 je ostalo izven meja matične države približno tretjina slovenskega etničnega ozemlja, celotna Istra, Reka in Zadar z neposrednim zaledjem. Omenjena ozemlja je takoj zajel močan val nasilnega poitalijančevanja s fašističnimi napadi, požiganjem, zapiranjem, mučenjem, interniranjem in pobijanjem Slovencev ter Hrvatov. Na desettisoče so jih izgnali v Južno Italijo, več kot sto tisoč pa jih je moralo zbežati v Jugoslavijo in druge države.